# María Rosa Molas
María Rosa Molas y Vallvé, cujo nome de batismo foi Rosa Francisca María de los Dolores (Reus, Tarragona, Espanha, 24 de março de 1815 - Tortosa, Tarragona, Espanha, 11 de junho de 1876), foi uma religiosa espanhola. Fundou a ordem das Irmãs da Nossa Senhora da Consolação e é venerada como santa pela Igreja católica.
Estudou em Reus e foi educada na fé cristã por seus pais, que eram muito religiosos. Era sensível à pobreza e desde jovem dedicou-se a curar aos doentes. Em 1841 entrou na comunidade do Hospital de San Juan de Reus e da Casa da Caridade da mesma povoação.
O 11 de junho de 1844 pediu ao general Martín Zurbano que deixasse de bombardear Reus, o general aceitou. Em 1857 dirigiu em Tortosa a casa da Misericórdia e em 1858 fundou a ordem das Irmãs da Nossa Senhora da Consolação, que anos mais tarde se instalou em outros lugares. Obteve o título de mestre e opôs-se às autoridades civis e à Constituição. Dirigiu um lazareto em Tortosa.
O 8 de maio de 1977 foi beatificada por Paulo VI, e canonizada por João Paulo II o 11 de dezembro de 1988. Na atualidade, as continuadoras da sua obra as Irmãs da Nossa Senhora da Consolação, estão presentes em quatro continentes: Europa (Espanha, Eslováquia, Itália e Portugal); Ásia (Coreia do Sul e Filipinas); África (Burkina Faso, Costa do Marfim, Moçambique e Togo) e América (Argentina, Bolívia, Brasil, Chile, Equador, México, Peru e Venezuela).